# Eschatologie
Eschatologie ([ɛsça-], aus altgriechisch τὰ ἔσχατα ta és-chata ‚die äußersten Dinge‘, ‚die letzten Dinge‘ und λόγος lógos ‚Lehre‘) ist ein theologischer Begriff, der das religiöse Konzept des Endzeitlichen, insbesondere die prophetische Lehre von den Hoffnungen auf Vollendung des Einzelnen (individuelle Eschatologie) und der gesamten Schöpfung (universale Eschatologie) beschreibt.
Der ursprünglich christliche Begriff wurde im lutherischen Protestantismus geprägt und nach seiner Akzeptanz als Beschreibung für bestimmte Inhalte auch auf andere Religionen übertragen. Auch in altiranischen Religionen (im Avesta, bei Zarathustra) sowie im Islam finden sich eschatologische Vorstellungen.

## Begriffsgeschichte
Das Wort „Eschatologie“ geht auf Philipp Heinrich Friedlieb zurück. Er verwendete es im Titel seines Werkes Eschatologia seu Florilegium theologicum exhibens locorum de morte, resurrectione mortuorum, extremo iudicio, consummatione saeculi, inferno seu morte aeterna et denique vita aeterna (erschienen 1644) im fünften und abschließenden Teil seiner Dogmatik.
Der lutherische Theologe Abraham Calov nutzte den Begriff im letzten Teil seiner Dogmatik, dem Systema locorum theologicorum (1655–1677). In der Kapitelüberschrift „ΣΧΑΤΟΛΟΓΙΑ Sacra“ handelt dieser Schlussteil von den letzten Dingen. Gemeint waren die Dinge, die im „Rahmen der von Gott gelenkten geschichtlichen Entwicklung zuletzt“ geschehen werden.
Bis in das 19. Jahrhundert hatte sich diese Bezeichnung durchgesetzt. Angeknüpft wird mit diesem Wort an eine Stelle aus dem deuterokanonischen Buch Jesus Sirach (Sir 7,36 ): „Was du auch tust, denke an dein Ende (in der griechischen Septuaginta τὰ ἔσχατα σου und in der lateinischen Vulgata novissima tua), dann wirst du nie etwas Böses tun.“ Entsprechend finden sich die beiden Bezeichnungen Eschatologie und de novissimis für den letzten Abschnitt einer Dogmatik.

## Judentum

### Tanach
In der alttestamentlichen Wissenschaft kann sich der Begriff Eschatologie zum einen auf die prophetischen Ankündigungen und zum anderen auf die Vorstellungen vom Welt- oder Geschichtsende beziehen. Oftmals wird allerdings eine Verbindung beider Begriffe versucht und so Eschatologie verstanden als Vorstellung von einer innerweltlichen Heilszeit. Es wird also nicht das Ende aller Dinge erwartet, sondern eine grundlegende Änderung der Verhältnisse und damit eine Vollendung der Schöpfung. Im Alten Testament können sowohl präsentische als auch futurische Eschatologievorstellungen gefunden werden.
Präsentische Vorstellungen gehen vor allem auf die Jerusalemer Kulttradition zurück und sind in den Psalmen zu finden. Verbunden ist dies mit einer Zionstheologie, die den Zionsberg als Nabel der Welt versteht und als den Punkt, an dem Gott den Menschen am nächsten ist. JHWH bewahrt dadurch die Menschen in Jerusalem vor Unheil und sorgt damit für eine blühende Stadt in der Umgebung dieses Berges.
Futurische Eschatologie findet sich vor allem in den Prophetenbüchern und in den Geschichtsbüchern: Die Propheten der vorexilischen Zeit verkündeten zum Teil auch eine Hoffnung auf eine eschatologische Heilszeit. Diese Heilszeit wird von den nachexilischen Propheten noch stärker betont. Wird in der vorexilischen Zeit noch eine positive aber dabei realistische Zukunft geschildert, wird in der exilischen Zeit zum Beispiel bei Deuterojesaja „ein wunderbares Geschehen mit universalistischen Dimensionen ausgemalt“.

### Judentum zur Zeit Jesu
In der jüdischen Eschatologie zur Zeit Jesu unterscheidet man zwei bereits im Tanach sichtbare Grundtypen:
- Die national-diesseitige Hoffnung auf die Befreiung Israels. Hier wird die alttestamentlich-prophetische Heilsankündigung fortgeführt.
- Die universale apokalyptische Erwartung des Weltendes, der Totenauferstehung und des Gerichts, verbunden mit der Hoffnung auf eine kommende Welt.

Diese beiden Grundtypen waren jedoch nicht streng getrennt: Auch die Apokalyptik redet vor allem von der Zukunft der Nation Israel. Mitunter wird der Begriff des „Messias“, des irdischen Befreiers, auch auf den transzendenten Retter angewandt. Der apokalyptische Gedanke der allgemeinen Auferstehung der Toten wird manchmal mit dem prophetischen Gedanken des „Restes“ verknüpft: Nur dieser bleibe im Gericht bewahrt und werde Gottes neue Welt erleben.
Der Apokalyptiker versteht seine Lehre als Trost: In einer Zeit großer Not weist er darauf hin, dass das Zeitgeschehen dem Willen Gottes entspricht und dass das Ende naht. Außerdem kündigt der Apokalyptiker eine „ausgleichende Gerechtigkeit“ an: Die derzeitigen Leiden wird Gott in der kommenden neuen Welt in Freude verwandeln, und der jetzt scheinbar triumphierende Feind wird dann vernichtet. Der Hoffnungsgedanke wird in der jüdischen Apokalyptik stark spiritualisiert und individualisiert: Das Heil wird nicht mehr von der innergeschichtlichen Zukunft erwartet, sondern vom Jenseits. Die Individualisierung der Frömmigkeit ist ein allgemeines Charakteristikum des Judentums der neutestamentlichen Zeit.

## Christentum

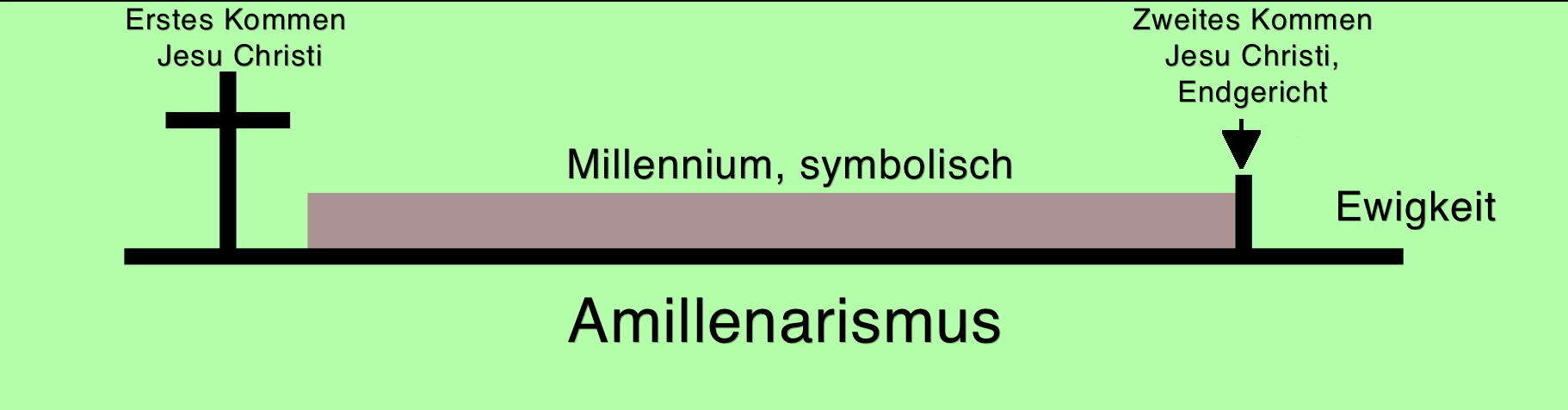
Schema der amillenaristischen Sicht der Eschatologie (vergleiche Millenarismus)

Schema der postmillenaristischen Sicht der Eschatologie

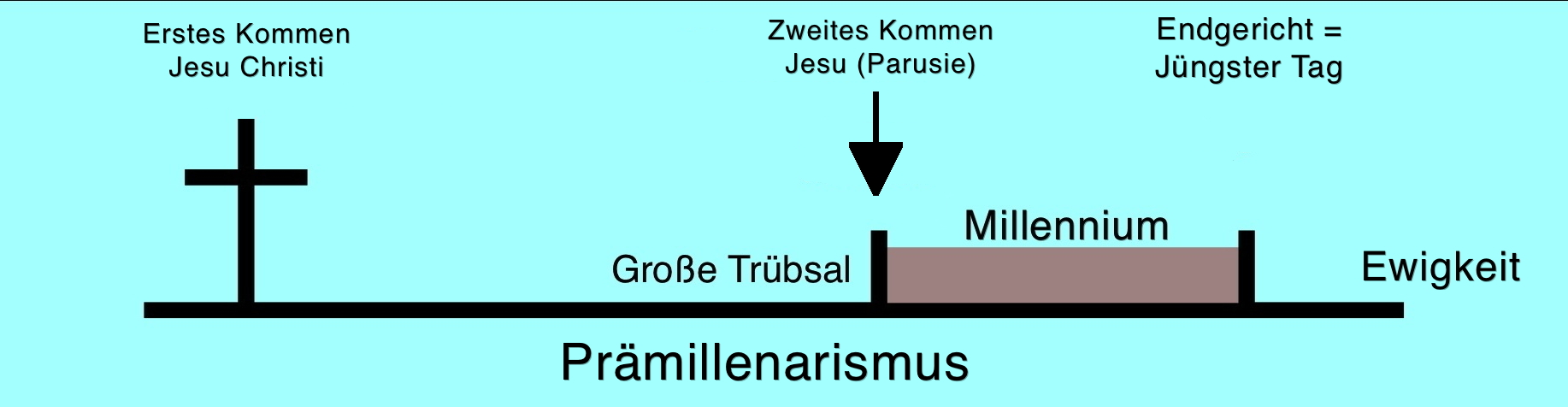
Schema der prämillenaristischen Sicht der Eschatologie

### Neutestamentliche Eschatologie
Die neutestamentliche Eschatologie nimmt ihren Ausgangspunkt in der Ankündigung Jesu, dass die Gottesherrschaft nahegekommen sei (Mk 1,15 ) und gleichzeitig in seinem Handeln schon gegenwärtig sei (Lk 11,20 , Mt 12,28 , Mt 11,15 , Lk 7,22 ).

#### Im paulinischen Denken

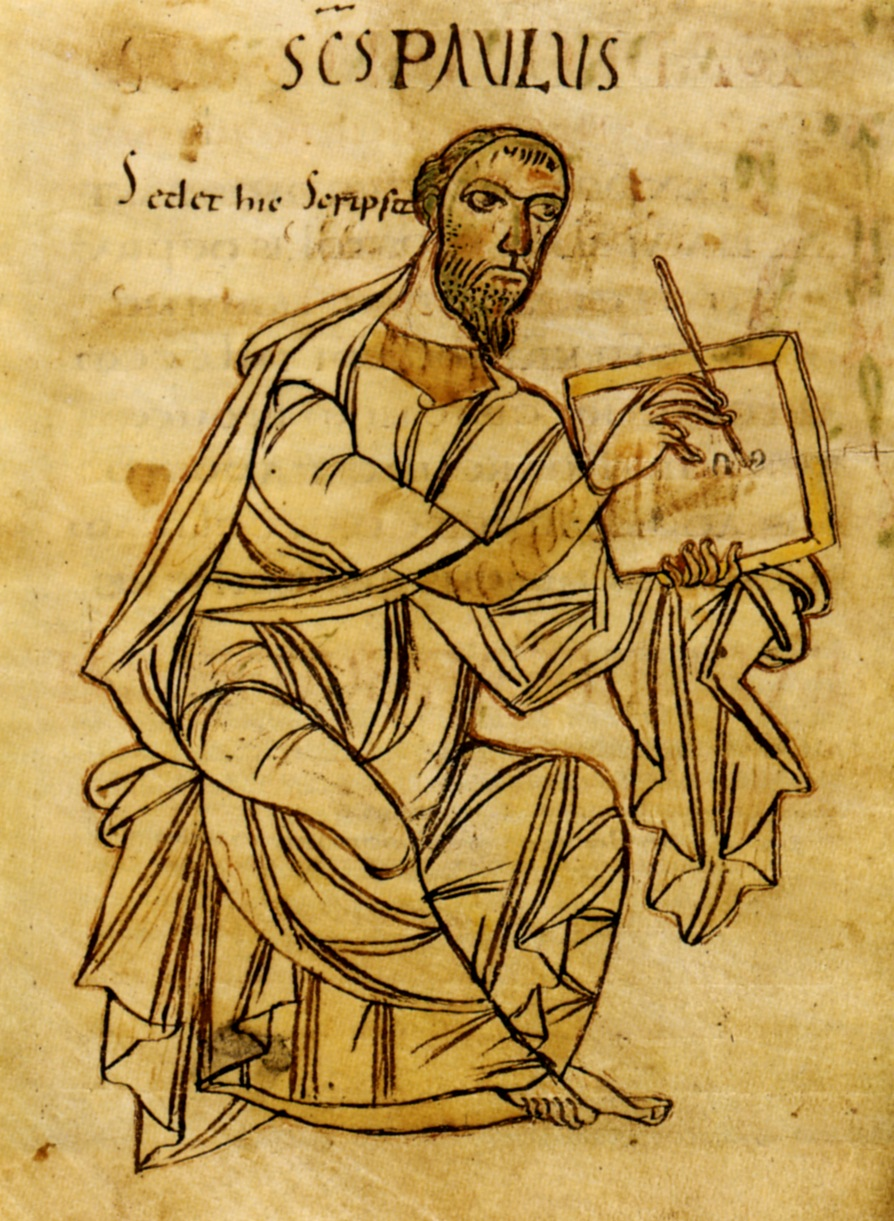
Der schreibende Paulus in einer frühmittelalterlichen Ausgabe der Paulusbriefe

Den ersten Beleg für die Frage nach den letzten Dingen nach Leben und Tod liefert der Apostel Paulus von Tarsus in seinen Briefen (Paulinische Theologie).
Paulus lebte in der Erwartung der baldigen Wiederkunft Christi und erhoffte seine Wiederkunft noch zu seinen Lebzeiten. Trotzdem wurde diese Sicherheit durch diejenigen auf die Probe gestellt, die in den Gemeinden starben, bevor der Christus wiederkam, sodass eine Anpassung der Lehre notwendig wurde. Diese neue Situation nimmt er auf in der Lehre, dass alle Gläubigen am Christus teilhaben, sodass durch Gott die „unentrinnbare Todesverfallenheit“ aller Menschen aufgehoben wurde. Eine zweite Änderung erfolgt in Hinsicht auf die Frage, wie Anteil an dem Gottesreich erlangt werden kann. Ist es zunächst so, dass dies durch Entrückung passiert, wird in der Auseinandersetzung mit der Situation in Thessaloniki im ersten Brief an die dortige Gemeinde eingeräumt, dass auch die toten Gläubigen Anteil an diesem Reich haben werden.
Auch das Leben und Geschick der Christen ist von der Eschatologie geprägt, sodass Paulus von einer „eschatologischen Existenz“ ausgeht, sodass gegenwärtige Leiden ertragen werden können, in der Gewissheit, dass Gott den Toten die Auferstehung zuteilwerden lassen wird. Für dieses Ertragen führt der Apostel immer wieder sich selbst als Beispiel an.

#### Im johanninischen Denken
Der Evangelist Johannes betont in seinen eschatologischen Betrachtungen die Gegenwart, allerdings nicht im Sinne einer präsentischen Eschatologie, sondern im Sinne einer Neuinterpretation des Zeitlichen: Da die Darstellung selbst, gemessen an dem Zeitpunkt des Dargestellten, in der Zukunft liegt, ist immer eine Doppelperspektive des Präsentischen und Futurischen mitgedacht. „Der Glaube hebt die Zeit nicht auf, sondern gibt ihr eine neue Qualität und Ausrichtung.“ So sorgt die Taufe dafür, dass der himmlische Paraklet in der Gemeinde auch nach dem Tod Jesu gegenwärtig ist und in der nachgeahmten Taufe des Gläubigen vollzieht sich die Wiedergeburt in Jesus. Hinzu kommt allerdings noch eine Betonung auf die futurische Eschatologie etwa in Joh 5,25  „Amen, amen, ich sage euch: Es kommt die Stunde und sie ist schon da.“ In dieser Zukunft wird offenbar, was bereits in der Gegenwart angekündigt und entschieden ist: Die Auferstehung von den Toten.

### Altkirchliche Tradition

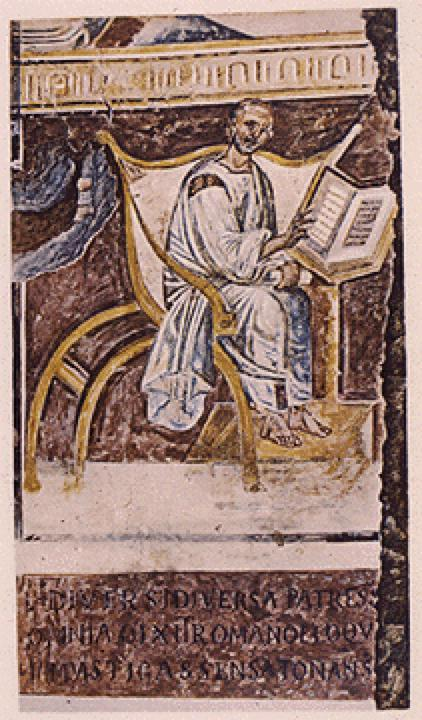
Älteste bekannte Darstellung von Augustinus in der Tradition des Autorbildes (Lateranbasilika, 6. Jahrhundert)

In der alten Kirche wurde das Christusgeschehen dementsprechend als die Erfüllung der alttestamentlichen Heilsverheißung bezogen und Jesu als der neue Bund und seine Auferstehung als Vorzeichen für die allgemeine Totenauferstehung verstanden.
Augustinus von Hippo, der wahrscheinlich einflussreichste Theologe der alten Kirche, wandte sich gegen die im 4. Jahrhundert häufig vertretene Reichchristologie, nach der die Eschatologie durch einen verwirklichten, aber immer noch weltlichen Staat ihren Anfang nimmt (siehe Amillennialismus). Ein Beispiel hierfür ist Eusebius von Caesarea, der die konstantinische Wende als Ausgangspunkt dieser Eschatologie ansah. Augustinus kritisierte die Synthese von römischem Reich und christlicher Kirche und betonte damit den Unterschied zwischen der irdischen Existenz des Christen und der Hoffnung auf eine jenseitige Heilsvollendung.
Ein weiteres wichtiges Merkmal ist die Abgrenzung gegenüber einer Allversöhnung, zum Beispiel nach der Lehre von Origenes, und stattdessen die Behauptung einer Ewigkeit der Höllenstrafen für die Sünder.

### Mittelalter
Das Mittelalter war geprägt von der Eschatologie Augustins: Zum einen wurde die Spannung zwischen der eigenen Existenz als sündiger Christ und der Hoffnung auf die jenseitige Heilsvollendung und weitere Elemente der Lehre Augustins.
Neu hinzu kam die Lehre vom Fegefeuer als Möglichkeit der Klärung der Frage, was zwischen dem individuellen Tod und der Wiederkehr Christi mit dem Einzelnen geschehe. Eine weitere diskutierte Frage war, ob die Seelen der Verstorbenen schon vor dem jüngsten Gericht selig werden konnten oder ob dies erst danach geschah. Papst Johannes XXII. behauptete eine Differenzierung, während Papst Benedikt XII., sein direkter Nachfolger, eine Identität von Gottesschau im Zwischenbereich und nach dem jüngsten Gericht behauptete.

### Reformatorische Eschatologie
Die reformatorischen Theologen schrieben auf der einen Seite die vorhandene Tradition fort und betonten ebenfalls die futurische Eschatologie, andererseits brachen sie auch in zwei Fällen mit den vorhandenen Lehren:
Einerseits betonten sie statt der Individualisierung der Eschatologie die eigene Rechtfertigungslehre, nach der das Heil aller nur von Christus abhängt. Dementsprechend wurde das Anrechnen menschlicher Werke vor dem letzten Gericht bestritten. Deshalb wurde zunächst das Fegefeuer kritisiert, da dieses zum einen als unbiblisch und zum zweiten als Grund für den Ablasshandel angesehen wurde.
Zweitens wurde die präsentische Eschatologie stärker betont, das heißt, es gab eine Betonung „der Gegenwart des eschatologischen Gottesheils im Glauben“.

### Debatten um Eschatologie in der Neuzeit

#### Protestantismus
Nach der Reformation und darauf aufbauend gab es verschiedene Debatten über die Art der eschatologischen Wiederkehr Jesu. Zunächst spaltete sich die evangelische Theologie in Bezug auf die Frage, ob die Eschatologie im Sinne eines Prämillenarismus oder im Sinne eines Postmillenarismus verstanden werden soll. Die erste Bestimmung legt Wert darauf, dass Jesus bereits vor dem Tausend Jahre währenden Reich auf die Erde kommen wird, während die zweite Bestimmung behauptet, dass dies erst nach den Tausend Jahren geschehe. In der Zeit davor solle stattdessen sein Wirken in der Kraft des Geistes stattfinden. Dieses Wirken könne daran erkannt werden, dass die Predigten wirken oder dass sich das gegenwärtige Christentum verbessert. Ein Beispiel für Vertreter des Postmillenarismus sind die Pietisten.
Im 19. Jahrhundert gewann die kulturprotestantische Lesart des Protestantismus an Einfluss. Die Theologie aus dieser Tradition betonte vor allem eine Lesart des Reiches Gottes als religiös-sittliche, also von Gottes- und Nächstenliebe getragener Gemeinschaft. Albrecht Ritschl betone insbesondere die notwendige „Arbeit am Reich Gottes“ in der irdischen Welt als Aufgabe der Christen. Hierdurch wurde die Eschatologie geschichtsimmanent und blendete damit geschichtstranszendente Elemente älterer Traditionen aus.
Kritik an einem solchen Verständnis wurde erstmals von Johannes Weiß geäußert, der betonte, dass die biblischen Darstellungen der Lehre Jesu gerade einen Anteil des Menschen an dem Reich Gottes ausschließen. Diese Kritik wurde nach dem Ersten Weltkrieg lauter, sodass diese auf die Ethik zielende Eschatologie nicht mehr rezipiert wurde. Rudolf Bultmann betonte entsprechend ein präsentisches Reich Gottes und sah sich damit in der Tradition von Paulus und Johannes. „Nicht die Geschichte im Sinne eines zeitlichen Ereignisverlaufs ist theologisch von Interesse, sondern nur die im eschatologischen Jetzt aufscheinende Geschichtlichkeit des menschlichen Seins.“
Eine Wiederbelebung einer futurischen Eschatologie geschah durch das Buch Theologie der Hoffnung von Jürgen Moltmann, der die Eschatologie als Thema der Zukunft ansieht, und diese Zukunft ist für ihn immer christologisch qualifiziert.
Der Anglikaner Nicholas Thomas Wright versucht, wieder stärker die Sichtweise des Neuen Testaments und des frühen Christentums nachzuzeichnen, die vorerst durch eine Nähe zu jüdisch-pharisäischen Vorstellungen geprägt wurden. Neu nehme aber die Auferstehung Jesu Christi die allgemeine Auferstehung vorweg. Er widerlegt die populäre Vorstellung, nach denen es im Christentum nur darum gehe „in den Himmel zu kommen, nachdem man gestorben sei.“ Zentral dagegen sei das bereits auf die Erde gekommene Reich Gottes, bei dem Gott auf Erden König wurde wie im Himmel, was von den Kirchen oft ignoriert wurde. Es gehe um Gottes Handeln, der diese Welt mit sich versöhnt hat und sie „am jüngsten Tag“ nicht beenden, sondern transformieren werde. Die Kirche habe die Aufgabe, dieses endgültige transformative Handeln Gottes schon jetzt bruchstückhaft auszuleben.

#### Außerreligiöse Bezüge
Der katholische Theologe Kurt Anglet stellt in seinen Schriften eschatologische Bezüge zwischen Neuem Testament und den Werken von Größen der Literatur, Musik und politischen Theorie her. Das Buch The End des Philosophen und Neurowissenschaftlers Phil Torres behandelt die kulturellen Auswirkungen westlicher Eschatologien und problematisiert sie bei der Prävention existentieller Risiken wie dem Klimawandel.

## Islam
Eschatologie im Islam ist die Doktrin über ‚die letzten Dinge‘ am Ende der Tage. Vorstellungen über das Leben nach dem Tod finden sich in den frühesten Suren des Korans und werden sowohl durch muslimische Kommentatoren als auch in der westlichen Islamwissenschaft weiter ausgeführt. Hadithe und spätere islamische Theologen und Philosophen wie al-Ghazālī, al-Qurtubi, as-Suyuti oder al-Tirmidhi behandeln die Eschatologie unter dem Stichwort maʿād (معاد ‚Rückkehr‘), ein Wort, das so nur ein einziges Mal im Koran vorkommt und häufig auch anstelle von Auferstehung verwendet wird.

## Bahaitum
Die eschatologischen Vorstellungen im Bahaitum knüpfen an prophetische Verheißungen im Alten und Neuen Testament sowie im Koran an. Die darin gezeichneten Bilder endzeitlichen Geschehens werden jedoch durchwegs allegorisch und als weltimmanentes Heilsversprechen eines neuen Zeitalters einer in sich geeinten und in Frieden lebenden Menschheit gedeutet.
Eine individuelle Eschatologie findet sich in den Lehren Baha‘ullahs als Weiterleben der unsterblichen Seele nach dem Tod. Universale eschatologische Vorstellungen folgten nach der Verkündigung des Bab im Jahr 1844 bei vielen seiner Anhänger zunächst den in Persien verbreiteten messianischen Mahdi-erwartungen mit Auferstehung und Jüngstem Gericht. Baha‘ullah erklärte diese im Buch der Gewissheit aber als Symbole eines bereits begonnenen, diesseitigen Paradigmenwechsels zu einer neuen Entwicklungsstufe der Menschheit. Apokalyptische Bilder in der Offenbarung des Johannes werden als Allegorien auf das geschichtliche Ereignis der Verkündigung des Bab und die erwartete Erneuerung verstanden.